# Joseph Adolphe Viriot
Pour les articles homonymes, voir Viriot.
Joseph Adolphe Viriot, né le 23 janvier 1784 à Cayenne et mort le 13 juin 1858 à Rennes, officier de Milice, commandant de quartier, conseiller privé du Roi en Guyane (nommé en 1836), maire de Cayenne. Il quitte la colonie en 1838 à cause de la santé de sa femme, pour se fixer en Bretagne. Il est le fils de Joseph Viriot, né en 1733 à Saint-Dié-des-Vosges et mort le 23 décembre 1814 à Cayenne, sergent dans les grenadiers royaux de 1752 à 1757, puis sergent à Cayenne. La famille Viriot, originaire de Lorraine, s'établit en Guyane vers le commencement du XVIIIe siècle et ses membres ont occupé à Cayenne de bonnes situations dans l'armée, la marine et la magistrature.